# 魏文才

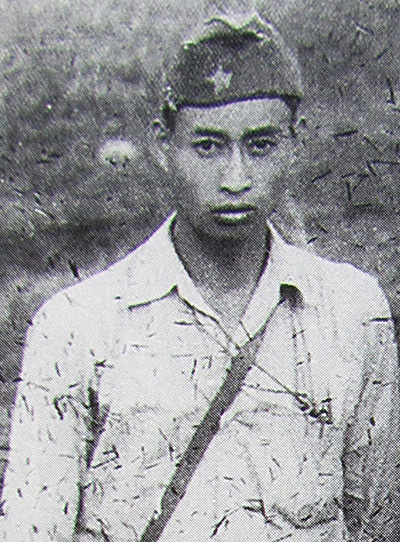
魏文才

魏文才（1927年—1952年），云南沧源岩帅人，中华人民共和国政治人物。

## 生平
1947年考入昆明五华中学高中部学习，参加了中共云南地下外围组织民主青年同盟。1948年10月，中共昆明市委书记陈盛年派遣李培伦、魏文才、王维人到沧源开展革命工作，与沧源岩帅佤族上层头人进行沟通。
1949年2月，他与李培伦、王维人、浦世民等领导建立了双江圈控第一支人民革命武装，魏文才任政治教导员，成功攻占德胜乡公所，后起义队伍被编入迤南边区人民自卫军第一支队建制。1949年4月，魏文才被任命为沧源县副县长。1949年5月，在双江营盘加入了中国共产党。1949年10月，再次到沧源开展民主建政工作，之后调昆明民族学院深造，毕业后分配到勐海县工作。1952年，因病去世。